# Taa-Sprache
Taa bzw. Tuu oder ǃXóõ [ǃxõː˥]Klicklaut ist eine Khoisansprache. 
ǃXóõ wird von rund 2000 ǃXóõ in Botswana (Stand 2011) und von rund 550 Menschen (Stand 2014) in Namibia gesprochen.
Wie alle Khoisansprachen zeichnet sich auch ǃXóõ durch ein großes Lautinventar aus. Insgesamt werden 159 Phoneme unterschieden, von denen 83 Schnalz- bzw. Klicklaute sind. Die fünf Grundklicks (bilabial, dental, alveolar, palatal, lateral) können auf jeweils rund 17 verschiedene Arten modifiziert werden. 
Der Linguist Anthony Traill hat ein Wörterbuch der Sprache erstellt.